# Johannes Daniel Volkmann
Johannes Daniel „Hans“ Volkmann (* 2. Juli 1878; † 20. Juli 1944) war ein Bremer Wollkaufmann und zeitweise Präses der Bremer Handelskammer.

## Biografie

### Familie
Volkmann wurde 1878 als drittes Kind des Bremer Kaufmanns und Aufsichtsratsvorsitzenden der Norddeutschen Wollkämmerei & Kammgarnspinnerei (Nordwolle), Johann Heinrich Volkmann (1842–1916), und der Alwine Volkmann, geb. Kommallein, in Bremen geboren. Zu seinen neun Geschwistern gehörten u. a. der Fabrikant und zeitweilige Vorsitzende des Club zu Bremen. Wilhelm Volkmann und Magdalene Vinnen, geb. Volkmann, die Namensgeberin des größten heute noch fahrenden Großseglers Sedov (ex Magdalene Vinnen II), die mit dem Bremer Reeder Adolf Vinnen verheiratet war.
Volkmann heiratete 1905 Magdalene (Nanna) Crüsemann (1882–1945), Tochter des Staatsanwalts Conrad Wilhelm Crüsemann und der Georgine Magdalene Krüger. 1906 wurde der Sohn Hans-Conrad Volkmann († 1992) geboren, 1908 die Tochter Magdalene († 1993), die den Reeder Werner Vinnen heiratete.

### Ausbildung und Beruf
Johannes Daniel, allgemein Hans genannt, trat nach dem Besuch des Alten Gymnasiums eine kaufmännische Lehre bei der Wollfirma Firma Block & Katz an. Zur weiteren Ausbildung ging er 1899 für ein Jahr nach London. 1900 trat er in die Nordwolle in Delmenhorst ein, die Firma, in der sein Vater Johann Heinrich Volkmann als Teilhaber Vorsitzender des Aufsichtsrates war. In den Jahren 1903/04 leitete er für diese Firma in Australien den Wollimport der Nordwolle. Nach seiner Rückkehr aus Australien gründete er im Oktober 1904 mit Ludwig Bäumer die Wollimportfirma Bäumer & Volkmann, die nach dem Ausscheiden Bäumers 1909 in J. Volkmann & Co. umbenannt wurde.

## Ehrenämter
- 1906 Diakon in der Gemeinde Unser lieben Frauen, während des Ersten Weltkrieges deren Senior, später im Kirchenvorstand und dann zum Bauherrn gewählt, bei seinem Ausscheiden 1933 zum Ehrenbauherrn ernannt
- seit 1916 im Vorstand, seit 1919 der Vorsteher der Evangelischen Diakonissenanstalt, Vorsitzender im Gustav-Adolf-Werk zur Förderung der evangelischen Diaspora, 1926 maßgeblich an der Gründung der Sonnenheilstätten Stenum bei Oldenburg beteiligt, eines Krankenhauses für chirurgische Tuberkulosebehandlung
- 1922 Präses der Bremer Handelskammer
- 1924–1934 Vorsitz im Verein des Bremer Wollhandels e.V.
- Mitglied in Haus Seefahrt (Schaffer der Schaffermahlzeit des Jahres 1928, zusammen mit G. Carl Lahusen und Max Hassenkamp)[1]
- Stellvertretender Vorsitzer der DGzRS